# Niveoscincus pretiosus
Niveoscincus pretiosus là một loài thằn lằn trong họ Scincidae. Loài này được O'Shaughnessy mô tả khoa học đầu tiên năm 1874.

## Hình ảnh

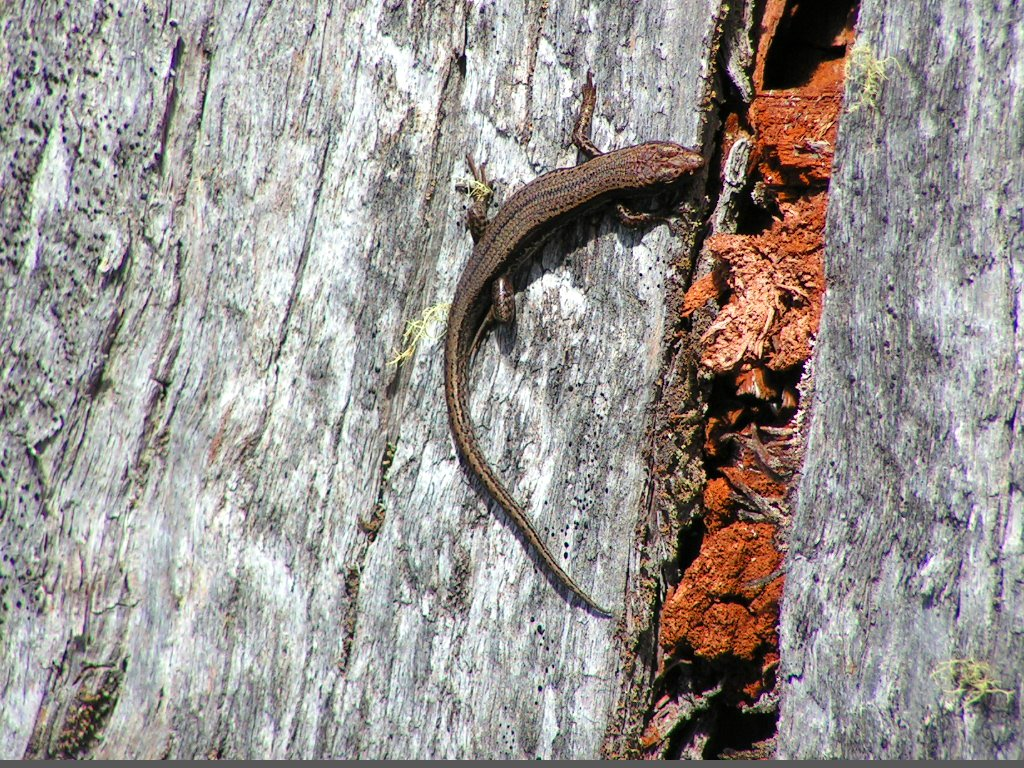